# Palacio Noordeinde

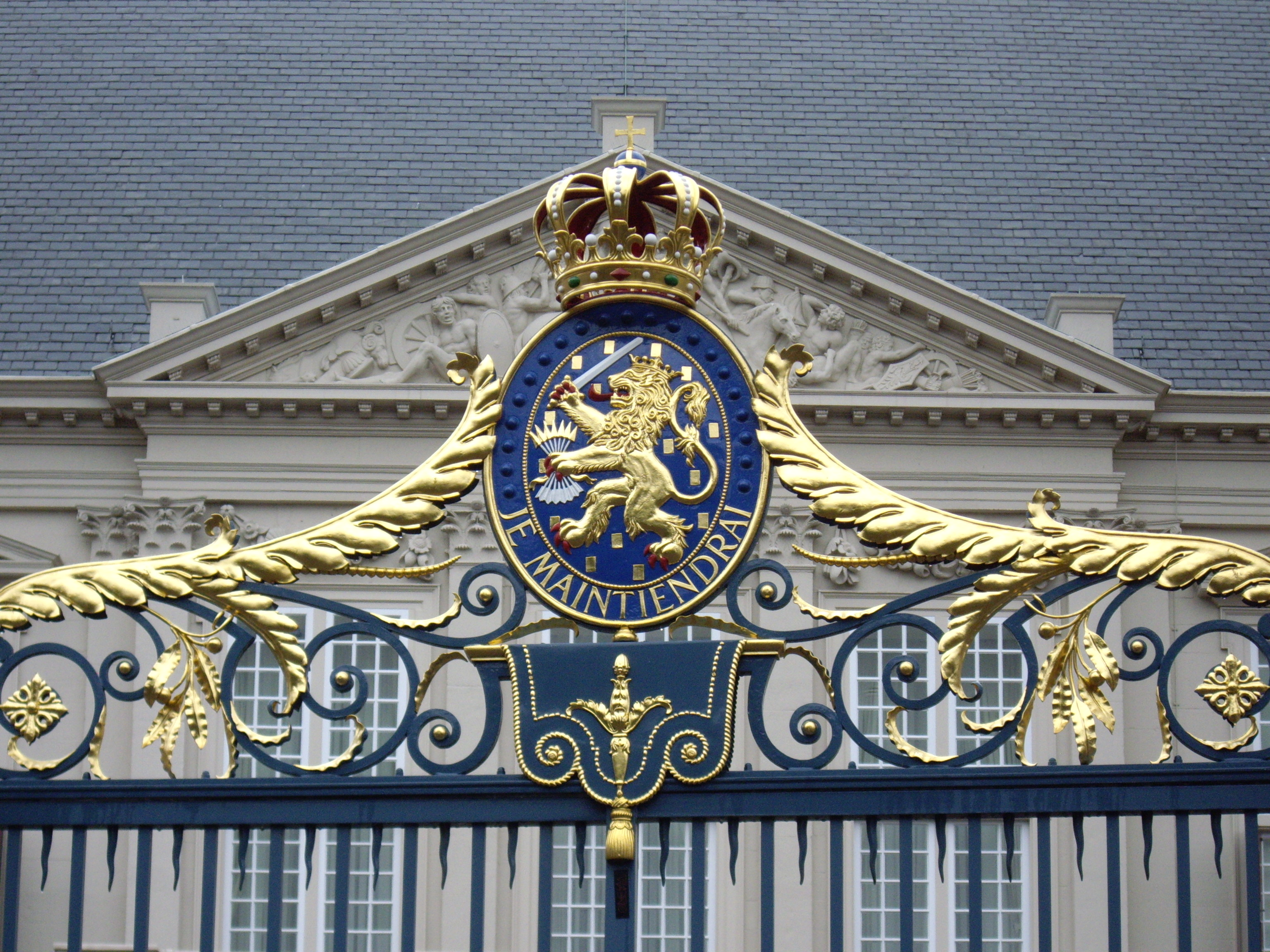

El Palacio Noordeinde es uno de los cuatro palacios oficiales de la familia real neerlandesa. Situado en La Haya, en la provincia de Holanda Meridional, es utilizado como lugar de trabajo por el monarca de los Países Bajos.

## Historia
Hasta la invasión alemana en 1940, la reina Guillermina continuó haciendo uso frecuente del Palacio Noordeinde. Después de la guerra, el palacio fue utilizado como residencia de invierno de la reina Guillermina.
En 1948, la sección central del palacio fue destruida por el fuego. Ese mismo año, Juliana accedió al trono. Juliana prefería Palacio de Soestdijk como su residencia oficial, aunque algunos miembros de la Casa Real siguieron utilizando las oficinas del Noordeinde. Entre 1952 y 1976, el Instituto de Estudios Sociales se ubicó en el ala norte del palacio. Después de una minuciosa restauración, el palacio se convirtió en el lugar de trabajo de la reina Beatriz desde 1984 a 2013.
Los jardines del palacio están abiertos al público.